# Friedrich-Carl Schultze-Rhonhof
Friedrich-Carl Schultze-Rhonhof (* 18. März 1925 in Heidelberg; † 15. Juli 2014 in Münster) war ein deutscher Wissenschaftler und Autor.
Die Eberhard Karls Universität Tübingen promovierte ihn 1962 zum Dr. phil.
Er war langjähriger Direktor der Volkshochschule in Münster. Als Vorstandsvorsitzender führte er von 1982 bis 2004 die Stiftung Schlesien (Oldenburg).
Schultze-Rhonhof machte sich mit Veröffentlichungen über Schlesien um die Bewahrung des schlesischen Kulturgutes in Deutschland und damit der Schaffung einer Vertrauensbasis auf polnischer Seite verdient. Außerdem gab er ein mehrfach aufgelegtes Buch zu seiner Wahlheimat Münster und ihren Partnerstädten heraus.

## Auszeichnungen
- Ernst-Moritz-Arndt-Plakette (1988)
- Schlesierschild (2001)
- Goldene Ehrennadel der Europa-Union Deutschland (2002)
- Bundesverdienstkreuz I. Klasse (2005)[4]

## Werke
- Die Verkehrsströme der Kohle im Raum der Bundesrepublik Deutschland zwischen 1913 und 1957. Eine wirtschaftsgeographische Untersuchung(= Forschungen zur deutschen Landeskunde; Band 146). Bundesanstalt für Landeskunde und Raumforschung, Bad Godesberg 1964.
- Neuanfang in Münster. Eingliederung von Flüchtlingen und Vertriebenen in Münster von 1945 bis heute. Gesellschaft für Ostdeutsche Kulturarbeit Münster e. V., Münster 1996, ISBN 3-00-001166-8.

## Herausgeberschaft
- Wolfgang von Websky: Zeichnungen (= Schlesische Kulturpflege. Schriftenreihe der Stiftung Schlesien; Band 2). Stiftung Schlesien, Hannover 1985, ISBN 3-925123-01-6.
- Zusammen mit Alois Mayr: Münster und seine Partnerstädte. York – Orléans – Kristiansand – Monastir – Rishon le Zion – Beaugency - Fresno (= Westfälische geographische Studien; 43). Geographische Kommission für Westfalen, Münster 1988. (Erweiterte Auflagen im Ardey-Verlag, Münster.)
- Sigmund Karski: Albert (Wojciech) Korfanty. Eine Biographie (= Schlesische Kulturpflege; Band 3). Unter Mitwirkung von Helmut Neubach. Laumann-Verlag, Dülmen 1990, ISBN 3-87466-118-0.
- Idis B. Hartmann: Gold gab ich für Eisen. Der schlesische Eisenkunstguß im 19. Jahrhundert. Ausstellung der Stiftung Schlesien im Kloster Unser Lieben Frauen (= Schlesische Kulturpflege. Schriftenreihe der Stiftung Schlesien; Band 4). Magdeburger Verlags- und Druckhaus GmbH, Magdeburg 1992. ISBN 3-925123-02-4. (Vorwort von Schultze-Rhonhof.)
- Geschichte der Juden in Schlesien im 19. und 20. Jahrhundert. Dokumentation einer Tagung in Breslau (= Schlesische Kulturpflege; Band 5). Mit Beiträgen von Peter Maser [u. a.]. Stiftung Schlesien, Hannover/Münster 1995, ISBN 3-925123-06-7.
- Maciej Łagiewski: Das Pantheon der Breslauer Juden. Der jüdische Friedhof an der Lohestraße in Breslau (= Schlesische Kulturpflege; Band 7). Mit Fotos von Stafan Anczyński. Aus dem Polnischen von Anna Stroka. Nicolai, Berlin 1999, ISBN 3-87584-884-5.